# Siphonops insulanus
Siphonops insulanus é uma espécie de anfíbio gimnofiono da família Caeciliidae. Está presente em grande parte da América do Sul incluindo Argentina, Bolívia, Brasil, Colômbia, Equador, Guiana Francesa, Guiana, Paraguai, Peru, Suriname e Venezuela, geralmente abaixo dos 800 m de altura.